# Astragalus gubanovii
Astragalus gubanovii är en ärtväxtart som beskrevs av N.Ulziykh. Astragalus gubanovii ingår i släktet vedlar, och familjen ärtväxter. Inga underarter finns listade i Catalogue of Life.